# Боткамп
Боткамп (њем. Bothkamp) општина је у њемачкој савезној држави Шлезвиг-Холштајн. Једно је од 84 општинска средишта округа Плен. Према процјени из 2010. у општини је живјело 291 становника. Посједује регионалну шифру (AGS) 1057011.

## Географски и демографски подаци
Боткамп се налази у савезној држави Шлезвиг-Холштајн у округу Плен. Општина се налази на надморској висини од 28 метара. Површина општине износи 13,8 km². У самом мјесту је, према процјени из 2010. године, живјело 291 становника. Просјечна густина становништва износи 21 становника/km².